# Jean-Marie Dayot

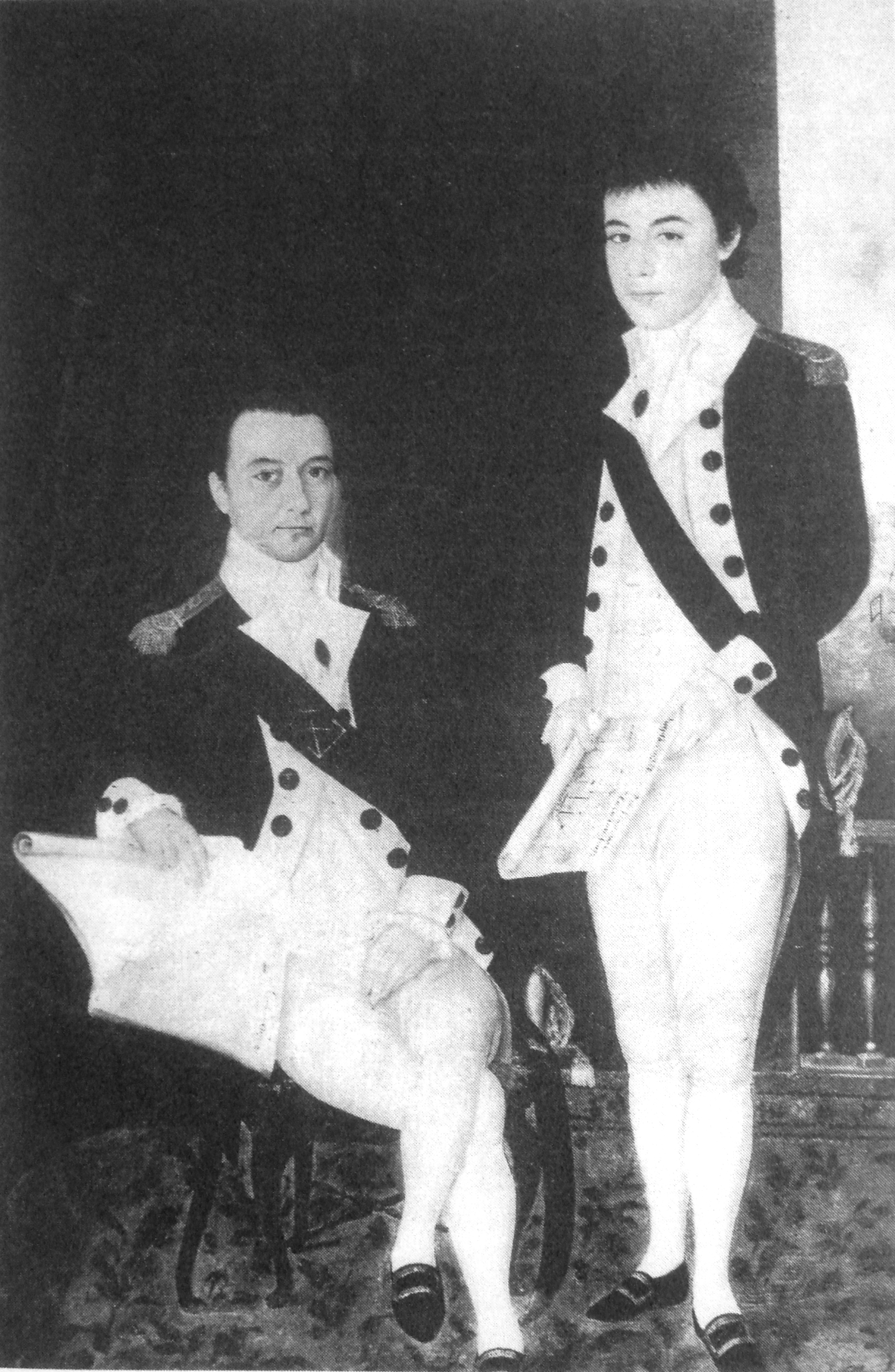
Jean-Marie Dayot (trái) và em trai Félix Dayot (phải)

Jean-Marie Dayot (tên tiếng Việt: Nguyễn Văn Trí, 1759-1809) là một sĩ quan Hải quân Pháp và là một trong những nhà phiêu lưu đã phục vụ Nguyễn Ánh, người mà sau này là hoàng đế Gia Long của Việt Nam.
Xuất thân từ một gia đình gốc Bretagne định cư ở Ile Bourbon, Jean-Marie Dayot sinh ở Port Louis, Ile Maurice. Ông trở thành một đại úy hậu cần trên tàu (auxiliaire Lieutenant de vaisseau) trong Hải quân Hoàng gia Pháp. Ông gặp Bá Đa Lộc tại Ile Bourbon hoặc Pondicherry, và được giao nhiệm vụ chỉ huy một trong hai tàu buôn cùng với các tàu chiến Méduse của Bá Đa Lộc đi đến Việt Nam.
Tham gia phục vụ Nguyễn Ánh, năm 1790 ông chỉ huy một đơn vị Hải quân gồm có hai tàu chiến kiểu châu Âu của Nguyễn Ánh. Năm 1792, ông tham gia vào một trận hải chiến chống Tây Sơn, đánh chìm 5 tàu chiến, 90 thuyền kiểu và khoảng 100 tàu thuyền nhỏ hơn. Năm 1793, tại một trận hải chiến ở Quy Nhơn ông thu được khoảng 60 thuyền kiểu khoảng 100 thuyền kiểu Galê của Tây Sơn.
Ngoài ra, Dayot còn thực hiện các công việc trong lĩnh vực thủy văn, làm ra rất nhiều bản đồ bờ biển Việt Nam, mà người vẽ là người em trai của ông, Félix Dayot.
Năm 1795, thuyền của Jean-Marie Dayot bị mắc cạn, vì việc này ông bị kết tột sơ suất và bị phạt gông. Tức giận, ông rời khỏi Đông Dương.
Jean-Marie Dayot sau đó định cư ở Manilla, nơi mà ông buôn bán với México. Ông chết khi thuyền của ông chìm ở Vịnh Bắc Bộ năm 1809. Em của ông, Félix Dayot, chết vào năm 1821 ở Macao.